# Авдеев, Виктор Васильевич (Герой Социалистического Труда)
Ви́ктор Васи́льевич Авде́ев (8 ноября 1935, Апраксино (Самарская область), Кошкинский район Куйбышевской области — 23 января 2001, Тольятти) — советский электромонтажник, Герой Социалистического Труда.

## Биография
Родился в семье крестьянина. Русский. В 1953 году в Куйбышеве окончил школу ФЗО.
По окончании работал на строительстве Волжской ГЭС им. Ленина, где принимал участие в монтаже электрооборудования портальных кранов.
Более 40 лет проработал в Тольятти, где возглавил бригаду электромонтажников первого Тольяттинского монтажного управления треста «Волгоэлектромонтаж». Работал на строительстве завода химического волокна в Энгельсе, прокатного стана Орско-Халиловского комбината в Новотроицке, с бригадой принимал участие в строительства «КАМАЗа».
После выхода на пенсию проживал в Тольятти.

### Награды
- Герой Социалистического Труда (22.12.1973) — «за выдающиеся успехи, достигнутые при сооружении и освоении проектных мощностей Волжского автомобильного завода им. 50-летия СССР и смежных с ним предприятий»;
- Орден Ленина;
- Орден Трудового Красного Знамени.